# 태피
태피(영어: taffy)는 미국의 말랑말랑한 사탕이다. 끓인 설탕, 식용유, 착향료, 착색제를 넣어 만들며, 뉴저지주 저지쇼어 애틀랜틱시티 지역에서 처음 만들어졌다.

## 같이 보기
- 토피